# 민훈기 (언론인)
민훈기(1960년 4월 7일 ~ )는 대한민국의 스포츠 전문 기자로 야구분야에서 활동하고 있는 언론인이다.

## 생애
서울특별시 출신으로 어려서부터 축구와 야구, 농구 등 모든 스포츠를 좋아하고 즐겼다. 중학교 시절부터 AFKN을 통해 미국 야구와 풋볼, 농구 등을 보기 시작했으며 캘리포니아 주립대학교 유학시절 로스앤젤레스 다저스와 캘리포니아 에인절스의 메이저 리그 경기를 빼놓지 않고 보기 시작하면서 미국 야구와 본격적으로 인연을 맺기 시작했다고 한다. 졸업 후 1986년에 중앙일보에 입사하여 LA 본사 사회부 차장을 역임하였고, LA 이민국, 경찰청, 법원 등을 출입했으며 스포츠 섹션도 함께 맡았다.
스포츠조선으로 자리를 옮기고 나서 1990년 스포츠조선 미주 특파원을 지내면서 각종 스포츠를 취재하다가 메이저 리그를 비롯해서 박찬호 및 코리언 빅리거들 관련 전담기자로 활동했다. 당시 박찬호의 전담 기자로 박찬호 주장으론 "취재하지도 않고 악의적인 기사를 썼다"하여 팬들로부터 지탄을 받기도 했으나, 오해를 풀고 박찬호가 게시물을 즉시 삭제했다.
이 후 스포츠조선 야구부 부장을 거쳐 현재는 프리랜서로 활동하고 있으며. KBS N 스포츠와 경인TV 야구 해설가로써도 활동하였고 현재는 SPOTV, MBC에서 해설가로 활동하고 있다. KBO의 상벌위원회 위원으로 일하고 있고, 다양한 방송의 패널과 인터뷰이로 활동하며 다양한 강연 등 활동을 이어가고 있다. 미국 야구의 역사를 총 정리한 방대한 양의 저서 《민훈기의 메이저 리그 메이저리거》와 《박찬호 124승의 신화》, 프로야구 외국인 선수의 이야기를 다룬 《나의 야구는 끝나지 않았다》등의 저서와 함께 《희망사전 365》, 《세계 4대신문 성장사》 등의 역서가 다수 있다.

## 가족 관계
- 아버지 : 민병규 ( ~ 2020년 7월 15일) - 前 공군 준장
- 어머니 : 김옥남
- 배우자 : 장우정
- 남매 : 민경진(남), 민승배(여)